# Kurt Junek
Kurt Junek (* 31. Juli 1934 in Wien; † 20. Juli 1991) war ein österreichischer Kameramann und Fernsehregisseur.

## Leben und Werk
Der Sohn des Filmtechnikers Hans Junek hatte nach dem Abschluss des Realgymnasiums (Matura) eine fotografische Ausbildung an Wiens Graphischer Lehr- und Versuchsanstalt erhalten. Anschließend durchlief er mehrere untergeordnete Tätigkeiten bei diversen Filmgesellschaften und Kopieranstalten. Erste praktische Erfahrungen sammelte Junek ab 1955 als Kameraassistent, unter anderem von Bruno Mondi beim zweiten Sissi-Film Sissi – Die junge Kaiserin.
Junek blieb bis 1965 als Kameraassistent beim Kinofilm tätig, zuletzt überwiegend für die Sascha-Film. Sein Einstand als Chefkameramann für das Kino war 1968 der vielbeachtete Experimentalfilm Moos auf den Steinen, der als Erstlingswerk des Neuen Österreichischen Films gilt. Bereits mit Beginn der 1970er Jahre arbeitete Junek ausschließlich für das deutsche und österreichische Fernsehen. Nebenbei führte er auch regelmäßig TV-Regie, so in den 1980er Jahren bei einer Reihe von Kriminalfilmen der Reihe Tatort.
Junek war auch als Filmfunktionär tätig, 1980 wurde er Obmann der Austrian Association of Cinematographers (AAC), 1984 folgte ihm Kurt Brazda in dieser Funktion nach. Junek war von 1975 bis 1991 mit der Schauspielerin Ulli Fessl verheiratet. Er sollte ursprünglich beim Kaisermühlen-Blues von Drehbuchautor Ernst Hinterberger Regie führen, starb allerdings vor der Realisierung.
Kurt Junek war seit 1970 Mitglied der Freimaurerloge Libertas und 1976 Gründungsmitglied der Loge Zur Bruderkette.

## Filmografie
Als Kameramann
- 1968: Moos auf den Steinen
- 1968: Immer Ärger mit den Paukern
- 1968: Die tolldreisten Geschichten (frei nach den gleichnamigen Erzählungen Honoré de Balzacs)
- 1969: Unser Doktor ist der Beste
- 1969: Alle Kätzchen naschen gern
- 1969: Hilfe, ich liebe Zwillinge!
- 1971: Wenn der Vater mit dem Sohne. 13 Folgen
- 1975: Des Christoffel von Grimmelshausen abenteuerlicher Simplizissimus (Fernsehmehrteiler)
- 1977: Glückssachen (TV)
- 1979: Wunder einer Nacht (TV)
- 1980: Maria Theresia (TV, auch Regie)
- 1982: Alfred auf Reisen (Fernsehmehrteiler, auch Regie)

Als Regisseur
- 1983–1990: Tatort (Fernsehserie)
  - 1983: Mord in der U-Bahn
  - 1984: Der Mann mit den Rosen
  - 1985: Des Glückes Rohstoff
  - 1986: Wir werden ihn Mischa nennen
  - 1987: Der letzte Mord
  - 1987: Wunschlos tot
  - 1987: Superzwölfer
  - 1987: Die offene Rechnung
  - 1988: Feuerwerk für eine Leiche
  - 1989: Blinde Angst
  - 1990: Seven Eleven